# Поморська протока
Поморська протока — протока у Північному Льодовитому океані, відокремлює острів Колгуєв від Тиманського берега. Поєднує Печорське море з основною частиною Баренцевого моря.
Довжина близько 100 км. Ширина від 60 до 100 км. Глибина до 57 м. Берег низинний, піщаний, місцями заболочений.
У південній частині протоки розташовується острів Сенгейський. У північній частині острів Колгуєв відділений трьома косами: Західні, Південні та Східні Пласкі (Тонкі) Кішки. На узбережжі виділяється мис Святий Ніс. У північній частині протоки знаходиться губа Раменка, у південній частині Горностальна губа і губа Колоколкова. У протоку впадають річки Велика Горносталь, Велика Ярижна, Мала Ярижна, Вельт, Чорна, Сенг'яха тощо
Протока найменована по субетносу росіян — поморів.
Середня величина припливу на берегах Поморської протоки 1,0 м.
Протока знаходиться в акваторії Ненецького автономного округу. На березі протоки знаходиться населений пункт Бугрино.